# めはりずし

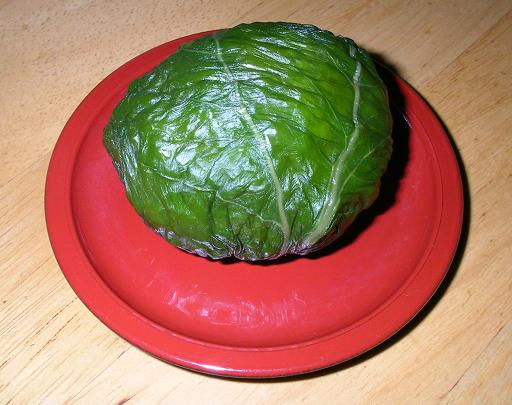
典型的なめはりずし

めはりずし（めはり寿司）は和歌山県と三重県にまたがる熊野地方、および奈良県吉野郡を中心とした吉野地方、また北海道の新十津川村で食べられる郷土料理。高菜の浅漬けの葉でくるんだ弁当用のおにぎり。千貼り（せんばり）寿司、大葉寿司、高菜寿司、芭蕉葉（ばしょば）寿司と呼ぶ地域もある。弁当は熊野名産とされ、新宮市のものは特に有名であり、和歌山県の特産品として和歌山県推薦優良土産品に指定されている。元来、麦飯の握り飯を高菜で巻き込んで作っていたが、現在はもっぱら白米を用い、酢飯を使うこともある。また、奈良県の南東部に位置する下北山村では特産品の下北春まなの葉の漬物に白飯をくるんで食べ、高菜のような辛みが無いので一味違った味である。一般的には酢醤油で食べられるが、マヨネーズと醤油で食べることもある。

## 名前の由来
目張り寿司という名称は、「大きく口を開けて食べることに伴って、自然と目も見開く表情に由来する」という説や、「目を見張るほど大きくて美味しいから」という説、あるいは、「おにぎりに目張りするよう完全に包み込む」ことに由来するという説もある。

## 概要
南紀・熊野地方の山仕事や農作業で食べる弁当として始まったと伝えられ、現在でも一般家庭で作られている。本来は酢飯ではない麦飯でソフトボール大に握ったおにぎりを高菜で包みこんで作る。一つで一食分となる大きな握り飯を、崩れないように高菜でくるんだのが始まりと考えられる。

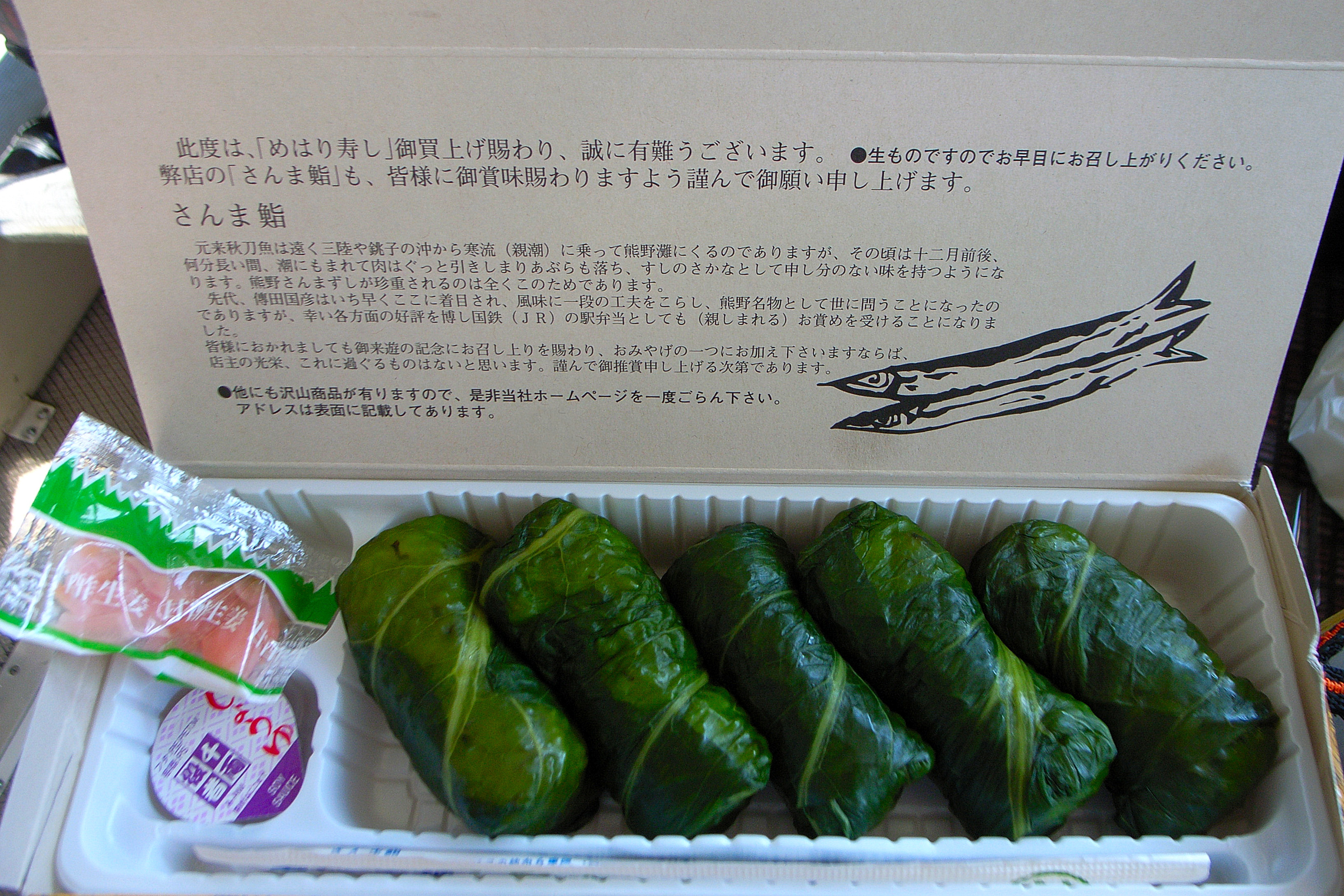
丸新調製の駅弁

過去には丸新が調製販売する新宮駅の駅弁「めはり寿し」がとりわけ有名で、これにはゴマなどを加えた白米の酢飯（寿司飯）を使用し、大きさも小さめの俵型になるなど、列車内での食べやすさが考慮されていたが、同社の撤退により2017年現在、和歌山県内で駅弁として入手出来るものは紀伊勝浦駅の駅弁販売業者川柳調製のもの（ただし、めはりずし単品設定はなく、さんま寿司との詰め合わせの「紀の国」のみ）と県最北端に位置する和歌山駅の和歌山水了軒によるもののみ販売されている。
東紀州地域にはメニューとして提供する店舗が17店あり、東紀州地域振興公社では店舗マップを2014年に作成した他、その一つである熊野市駅前の食堂・喜楽では持ち帰り販売も行っている。
酢飯の他、醤油味を付けることもある。また、おにぎりに入れる具も、刻んだ高菜漬けの軸や、胡麻、じゃこ、鰹節などレシピは多様化している。弁当としてはガリや梅干、沢庵漬け等を添えた単体のものから、副菜各種と組み合わせたものまで様々である。

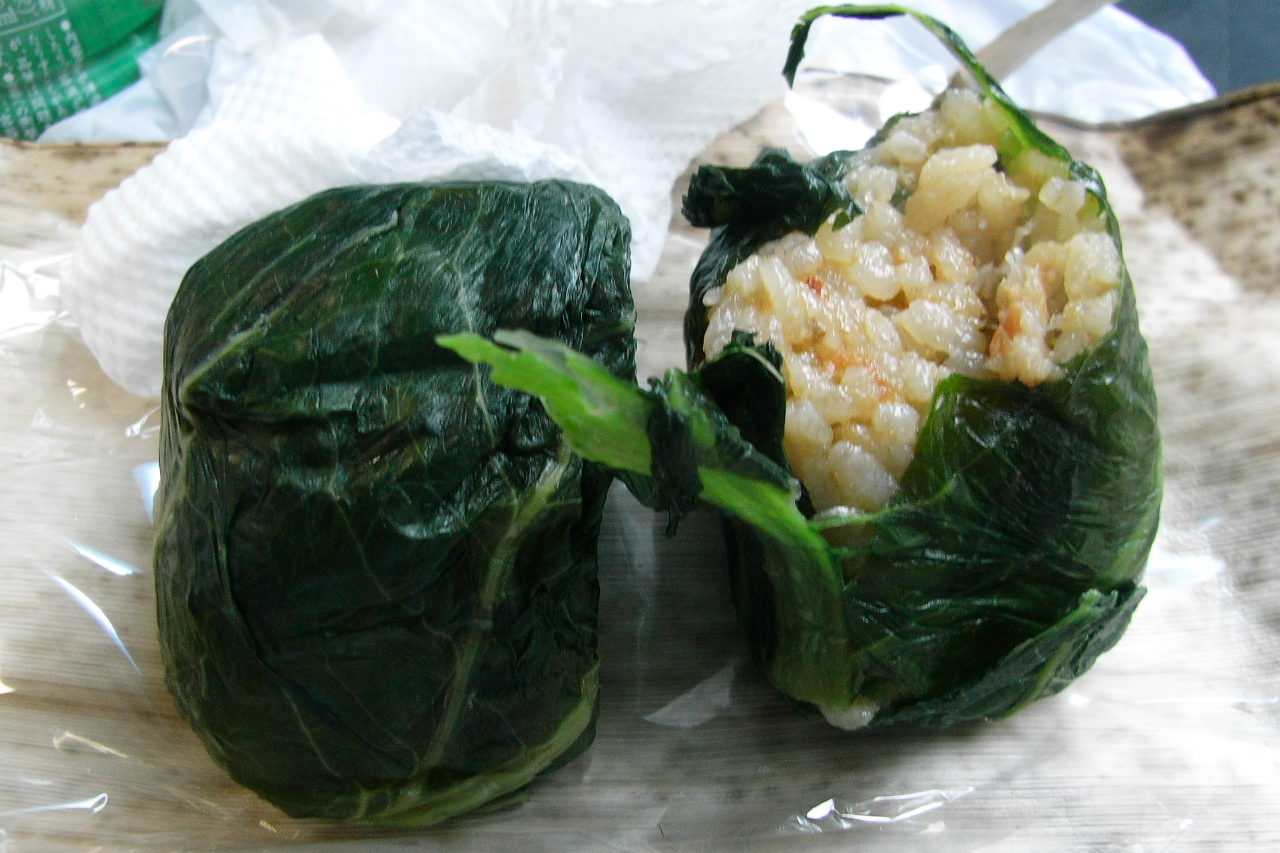
穴子のめはりずし
（伊丹空港）

高菜の葉でおにぎりを包み込むだけという簡便さにもかかわらず、野趣に富む味わいが、和歌山で根強い人気を持つ。新宮市で専門店を営む「総本家めはりや」は1962年に創業、初めて「めはりずし」を商品化した店として新たなレシピを考案することにより、地元の固定客を中心に熊野古道などを訪れる観光客や、里帰りの人からも人気を集めている。また、大阪市心斎橋には、めはりずしを看板にした料理店もある。また、空港で「ご当地空弁」として売られることも増え、関西国際空港で「紀州めはりずし」として売られたり、県外の有名百貨店の催しもので「ご当地弁当」として扱われることもある。具材がおにぎり同様、素朴で作りやすいためか、最近ではコンビニエンスストアのおにぎりのコーナーでも見受けられる。
高菜の産地としては阿蘇や福岡などの九州地方が有名であるが、紀州の高菜は外側から葉を一枚ずつ採っていき、高菜自体は植えっぱなしにして半年くらい収穫を続けるという特殊な収穫方法であり、この方法で採取された高菜の葉を使うめはり寿司が、めはり寿司の保守本流といえる。

## 註
1. 1 2  熊野大辞典: 新宮市の「めはり寿司」専門店「総本家めはりや」 - ウェイバックマシン（2003年10月12日アーカイブ分）
2. ↑  駅弁資料館: 「和歌山県・新宮駅・その他の駅弁」
3. ↑  駅弁資料館: 「和歌山県・紀伊勝浦駅の駅弁」
4. ↑  駅弁資料館: 「和歌山県・和歌山駅・寿司の駅弁」
5. ↑  郷土料理めはり寿司 -　東紀州地域振興公社（東紀州の食）
6. ↑  喜楽・めはり寿司 - 東紀州情報発信ブログ（東紀州地域振興公社、2013年5月7日）
7. ↑  駅弁の小窓: 高菜めはり寿し（写真）
8. ↑  駅弁の小窓: 鮪素停育・紀伊勝浦駅弁
9. ↑  ぐるなび大阪版: 「めはり屋 文在ヱ門」
10. ↑  Yomiuri Online 「大町小町」: 「郷土食　雲上で舌鼓」（読売新聞 2006年9月7日）